# 马特兰人
在乐高生化战士系列当中，马特兰人（英語：Matoran）是生化战士世界中的“平民”。马特兰人秉着他们文化以及一直以来崇仰的美德——团结、责任与使命，不断地生活着。虽然不是在生化战士中最为强壮的一个群体，但马特兰人却是最庞大、最有影响力的一个群体，几乎所有高级生物都说马特兰语可以证明这一点。马特兰人还是被宇宙的保护者，圣灵马他吕选作被保护的群体。
一些被选中的马特兰人的身体里会隐含着特殊的能量；当这股能量被释出，该马特兰人即会化身作英勇的战士，这些战士带有强大的物理力量和元素力量。

## 各族马特兰人
马特兰人以其有联系的元素分类。至今，不止七种能量已被区别开，然而世上存在更多别的种类；当马特兰人化身作战士时并不会改变自身所属的元素，而现在已经出现很多除六种经典元素外的战士。
在生化宇宙世界中，有六种生活在美特吕城的马特兰人和两种生活在卡他吕的马特兰人。万野岛上生活的马特兰人或许会更多种，但它们尚未被记载下来。不同种的马特兰人一般可以以身体的颜色进行判断，不同地区不同地位的马特兰人的生活习惯、工作、谈吐也会有所不同。另外，在故事线中还存在着其他较为特别的马特兰人种群，如光明马特兰人和黑暗马特兰人，但这两种马特兰人暂时只在卡达吕发现过。
- 火村马特兰人（Ta-Matoran）：一般的外貌颜色为红色和黄色，有时候是黑或橙色。拥有火元素的力量，对他们的高温熔炉之类的超高温物品有天生免疫能力。他们天生勤奋兼负责；很着重美德“责任”和他们的原则“勇气”。在美特吕，他们大多是熔炉工人，利用熔融能量原制造工具；最高级的工人用卡诺卡飞盘铸造能量面罩。在马他吕岛，他们是岩浆耕作者（负责把岩浆变作有用的东西或引流到有用的地方）或者火村卫队成员；他们在空闲时间还喜欢在岩浆上冲浪作乐。

- 地村马特兰人（Onu-Matoran）：盔甲一般为黑色或灰色，同时夹杂着棕、橙、紫等。作为一个地村人，他们日常生活大多在地下进行，因此夜视力不差，不过他们在亮度很大时会很不适应。他们喜欢从历史中学习，以求自己更好地实现自己的使命。他们主要信奉的美德是“责任”和“使命”，至于他们的从美德中提炼出来的原则是兴旺（Prosperity）。在美特吕，许多地村马特兰人在加入开拓档案馆的行列之前，從事的是矿工，负责开采固态能量源。在马他吕岛，采矿成了他们的主业。他们还成立了乌萨蟹骑队——一个以乌萨蟹作为坐骑的军事团队。

- 水村马特兰人（Ga-Matoran）：盔甲颜色是各式各样的蓝。水村人一般生活在海岸，因此他们的建筑风格圆滑，身体上肺容量打，在和水打交道的活动十分占优。水村马特兰人皆是女性（其他的马特兰人种群大多都是男性）。他们天生热爱和平和友好，最崇仰美德“团结”和原则“纯洁”。在美特吕，过半数水村人都是老师，其余的是学生；最优秀的马特兰人能够进行净化能量源的工作。在马他吕，他们大多是船家或者是渔民。

- 林村马特兰人（Le-Matoran）：是绿色或兼有青色的马特兰人。他们的反应能力和敏捷十分强悍，就算是在交通管道以高速发生碰撞，依然能够成功保命。他们热衷于危险刺激的运动，这让他们习惯于冒险；他们还对逗人欢喜或缓解气氛很有一套。他们大多崇仰的美德是“团结”和“责任”，他们的信条则是“信念”。美特吕的林村人因他们的“管道行话”而著称（在马他吕是“藤上行话”），这种行话一般是一种把几个词合在一起的俚语。林村马特兰人负责着整个美特吕的交通：驾驶汽船，维修管道，还进行陆路运输；但他们不会做水路运输，因为他们对水不存在好感。马他吕岛上，他们以谷口鸟空军著称。

- 石村马特兰人（Po-Matoran）：拥有褐色或棕色，有的是黄色的盔甲，有时候也可能是黑色。石村人热衷于用双手创造物品，他们体格强壮——但不游泳；在水里他们会像石头一样下沉。他们很实际，不会在无谓的事情上摆太多的心思。石村人崇仰美德“团结”和“使命”，他们的宗旨是“创造”。无论是在马他吕岛或者美特吕，石村人的职业都是雕刻匠，无时无刻不为马特兰人雕像和制作工具；马他吕岛上，某些石村人还是牧羊人，畜养异兽。

- 冰村马特兰人（Ko-Matoran）：盔甲大多是白色、亮蓝色或灰色。作为冰村人，他们对严寒有天生的免疫力。冰村马特兰人很不擅长社交，常常把时间花在沉思上，沉思未来的情景。这和他们所崇仰的美德“使命”一致，它们的宗旨是“和平”。在美特吕，他们大多数时间都是在观星并作出相应预言，没有经验的冰村马特兰人则充当学者们的跑腿；在马他吕岛上，他们继续发扬他们思索未来的传统，同时，他们也成为了出色的追踪者和陷阱布置者。

- 光明马特兰人（Av-Matoran）：是金色和白色相交的马特兰人，拥有光的能量，他们有能力改变他们盔甲发射的色光，使他们的盔甲能够显出他们选择的颜色。[1]光明马特兰人是第一个被创造的种群，是其他种群的原型，因此他们拥有其他种群所没有的能力；如用手或者武器发出光能量。[2] 他们还可以启用一种能力，与战士形成关联——战士能够从关联中学习并查看马特兰人的记忆。与其他已知种群不同，光明马特兰人男性女性皆有。马古他兄弟连害怕光能量，因而拼命地想这些马特兰人和光之面罩保持一定距离，这样光战士就不会出现了。[3] 一旦光明马特兰人被赶尽杀绝，整个宇宙的命运便将堪虞。[4] 因此，圣灵社从光明马特兰人的故乡，卡达吕带走了一些马特兰人，并把他们伪装起来，把他们送到世界各地，这样即使卡达吕遭到洗劫，光明马特兰人依然可以存活。

尽管这不是一个正式种群，马古他的兄弟连的确已经让一些马特兰人腐化作黑暗马特兰人（Kra-Matoran，或）。这种马特兰人的光能量被暗影蛭所吸收，包括物理的（光元素能量，或该马特兰人原有的元素能量）和情感的（如仁慈和善良）。这样的马特兰人心灵扭曲、邪恶，带有影子的能量。由于大多黑暗马特兰人曾经是光明马特兰人，他们拥有类似的力量：与马古他建立关联，共享特殊力量和知识（尽管马古他并不屑于从马特兰人那里学习任何东西）；他们还可以从手和武器中发射暗影能量。他们还带有什么能力暂时未知。另外，由于不是一个正式种群，他们的种群没有称谓前缀。
- 铁村马特兰人（Fe-Matoran）：特徵是青銅灰和焦橙色盔甲，拥有钢铁的力量和強大耐力的马特兰人。如今除了他们都是男性外，其餘一切未知[5]。

其他种群的资料则更少，大多只能根据战士的元素能量确定有这么一个种群存在。现在了解到的存在的种群有：重力（Ba-Matoran，男性；紫黑相間）、闪电（Vo-Matoran，女性；蓝白相间）、磁力（Fa-Matoran，男性；银灰色和黑色相间）、植物（Bo-Matoran，男性；蓝绿相间）、电浆（Su-Matoran，或等离子；男性；橙白相间）、超音速（De-Matoran，男性；灰黑相间）以及靈能（女性；藍金相间）。

## 自然特征
所有的马特兰人都是生化人形机器人，身体里同时包含着有机部分和机械部分。正如在生化战士世界中的其他种群，他们必须戴着一种叫卡諾希的特殊面罩，以保持身体机能和健康；任何一个丢失了面罩的马特兰人会迅速进入一种昏睡状态，直至重新戴上面罩。他们不具备足够的能量发动能量级别处于伟大——以及高贵级的卡努希面罩的能量，不过他们还是能感受到这些面罩的巨大能量的。马特兰人还具有一点点的元素能量，但只足够让他们应付日常的工作。
马特兰人的一些固定特征可以用来判断该马特兰人的出生地：
- 美特吕： 来自美特吕城的马特兰人以体格强壮著称。同时，所有已知的美特吕马特兰人只戴十二种面罩：伟大透视面罩，伟大力量面罩，伟大护盾面罩，伟大漂浮面罩，伟大水下呼吸面罩，伟大速度面罩，高贵隐身面罩，高贵夜视面罩，高贵幻像面罩，高贵翻译面罩，高贵心控面罩，高贵控心面罩（“荧幕之外”的马特兰人是否佩戴其他面罩尚未得知）。这些面罩的额头处一般都有银色的印，以表明这些面罩的能量微乎其微，这种记号在往后的故事里面逐渐消退了。
- 卡达吕： 卡达吕洞穴里的光明马特兰人身材偏瘦削，并且比其他种群的马特兰人更与人类相似。他们的身高同时也比其他种群略微高一点。

## 外部連結
- Matoran article on Bionicle Sector 01 Wiki